# صب الخزف
عملية الصب المائلة من أكثر الطرق التقليدية لإنتاج اشكال متغيرة ومعقدة جدا وتتشكل في (مواد صحية وصهر للمواد وتقنية جيدة للسيراميك. هذه الطريقة تتكون من صب المائل داخل قوالب يسهل اختراقها وتكون مصنوعة من الجص وتكون على هيئة انتقال السائل في مسام القالب نتيجة التشكيل لطبقة موحدة من الجزيئات على سطح القالب.
من أهم مميزات عملية الصب المائلة:-
1-إنتاج العديد من الاشكال المعقدة.
2-قلة التكلفة.
3-الاستخدام الصحيح للقطع المتفرقة التي تستخدم في عملية تقنية خزف مما يجعلها كثيفة ومتجانسة مجهريا.
ولكن العيب الكبير في هذه الطريقة هو قلة كفاءة الإنتاج
ويعد التعليق المائى هي الطريقة الأكثر شيوعا واستخداما من أكاسيد ونيتريدات وكربيدات.
امثلة: أكسيد الماغنسيوم وأكسيد الكالسيوم ومن غير الاكاسيد مثل كربيد السيليكون ونيتريد السيليكون ونيتريد الالومنيوم ويتم سبك كل هذا داخل بيئة عضوية باستخدام الكحول والكيتون.
- سطح المواد الغير مؤكسدة يمكن ان يكون (هيدروفوباتد) باستخدام عامل منشط الذي يسمح بتعليقهم في الماء.وفي حالة صب الهواء يكون الشكل الخارجى لهذه القطع التي تحدد بالقالب نفسه ويتم ذلك بتوحيد السمك.

بعد عملية التجفيف يجب ان يكون هناك تماسك بشدة لكى تتم عملية التفريغ.
ويعمل التجفيف المنخفض على سهولة هذه المرحلة وتكون جميع جدران السطح رفيعة وذات سمك محدد وثابت.

## القوالب
وتعتبر شبكة المثقب داخل القالب ذو اهمية ضرورية لضبط معدل وهيئة الجزء الأخضر.وتكون القوالب الأكثر استخداما مصنوعة من الجبس وهو عبارة عن (جزيئين ماء وكبريتات الكالسيوم)التي تتشكل بتفاعل كبريتات الكالسيوم مع الماء. ولكى نحدد مادة القالب وطبقات الجلد المخفاه يجب اتصال مادة الجبس وطبقاته لكى تمنح المادة الية القوى المحركة. وتسمح طبقات اللصق بتقليل التكلفة لتصنيع القوالب المعقدة ذات السطح عالى الجودة.ويتراوح حجم الثقب الكبير من (40-50%) وتكون حجم مادته الخام أقل من 5 ميكرومتر، وعلى الجانب الآخر اللصق الذي يملك مقاومة احتكاك كبيرة وقابلية ذوبان عالية في الماء ويملك هذا الجانب أيضا هبوط في الخصائص الميكانيكية بسبب وصول نسبة الجفاف إلى إلى أكثر من 40 درجة سيليزية وتحدد هذه الخصائص أهمية الجفاف بين السبيكتين وذلك لزيادة الوقت المطلوب، ومن الأفضل أيضا تغطية سطح القالب وذلك لكى يتم تسهيل ال (وتقليل الهجوم الذي يقوم به الحمض المعلق (السيليكا) أو بواسطة العضوية مثل الكحول أو يتم هذا لحظيا بواسطة الجينات أو باستخدام جيد للجرافيت). هناك مواد أخرى تستخدم في إنتاج قوالب السباكة بواسطة القوى الالية المحركة والشدة.
وتكون حالة (ممتلئة أو غير ممتلئة بواسطة ما يسمى بمسحوق السيراميك).

## الضبط خلال القوى المحركة
بينما عملية السباكة للسيراميك تعتبر عملية ترشيح بواسطة ترسب المواد التي تم تشكيلها وبصفة عامة تكون القوى المحركة مقيمة ومحددة باستخدام قانون (دارسى)، وباعتبار ان الخصائص الريولوجية لبقايا الاجزاء المتعلقة ثابتة اثناء عملية الترشيح مما يؤدى إلى عدم وجود ترسيب، وإذا تم وجود ترسب لبعض المواد يكون غير منضغط، ويمكن ان نعبر عن السمك بالقانون التالى:
e= 1/(ϕd.ρp@.)[(〖(〖Rm/Rd)〗^2+(2ΔΡϕs.ϕd.ρp)/ηRd(ϕd-ϕs) t))〗^0.5-Rm/Rd]
حيث أن ϕd هو حجم الاجزاء الثابتة التي يتم تفتيتها داخل السائل المعلق أو المواد التي تم ترسيبها.
ρp تعتبر هي كثافة الجزيئات التي تم تفتيتها داخل المادة المترسبة، وتعبر ΔΡ هي اختلاف الضغط دخل السائل من خلال الترسب،η تعتبر اللزوجة للسائل المتصل (Rm،Rd وهما الاتصال الذي يتحدد بالتوالى داخل السائل الذي يقاوم تآكل القالب والمادة المترسبة معا).
وتعد المرحلة المحددة في ضبط القوى المحركة للمادة المعلقة التي تحتوى على جزيئات قليلة ذات قطر صغير هي الاتصال داخل السائل من خلال هيكل المثقب المستخدم في عملية الترسيب.
ويتم تقييم القوالب بصفة عامة باهمال مقاومة تحريك الايونات داخل السائل من خلال هيكل المثقب داخل القالب، ولكن يجب مع ذلك استيعاب الضغط الهابط من خلال الطبقة الجامدة إلى امتصاص الضغط داخل القالب.وينتج عن اللصق بين الطبقتين ضغط ممتص من 0.1الى 0.2 ميجا باسكال وبالتالى تكون المعادلة 5.21 على الصورة التالية:
e^2=2ΔΡ/(ηRd.ϕd.ρp)* ϕs/((ϕd-ϕs)) t
وبالتالى تكون جميع معدلات الضبط عالية جدا بينما تكون نفاذية الطبقة المترسبة (Rd تزداد وتحدد بصفة عامة بواسطة نموذج كارمان (CAR56) الذي يعبر عن المقاومة طبقا لمسامية المادة المترسبة وتعتمد على (حجم المثقب، سطح المسام على وحدة الحجوم).
وتكون المعادلة العامة على الصورة:
Rd= (T〖Sv〗^2 〖ϕd〗^2)/〖(1-ϕd)〗^3
ويكون هناك أيضا تأثير مباشر على ضبط القوى المحركة باستخدام هيكل المثقب للطبقة الجامدة وحجم الحبوب لمسحوق السيراميك (الحجم والتوزيع) وأيضا تعتمد على حالة التشتت للمادة المعلقة داخل السائل.
ويعبر هذا النموذج ان جميع المسام تأخذ نفس الطريقة بداخل السائل المتتابع ويكون هيكل المثقب له شكل ونمط واحد الذي لا يكون بصفة عامة له نفس الحالة ومن خلال جميع الجوانب تعتبرعملية السباكة من العمليات التقليدية والجيدة في تقنية السيراميك.
ويكون المثقب بين الكتل سوف يشكل الطرق الصحيحة للتوصيل داخل السائل، بالإضافة إلى ان المادة المترسبة تكون منضغطة بواسطة إعادة الترتيب للمواد بواسطة المثقب أثناء عملية السباكة.
ويمكن زيادة أو تقليل دقائق قليلة إلى لتغير الوقت الصحيح وذلك ليتم إنتاج جدار رفيع بواسطة تجزئ الخزف المعلق ويتم خلال اقل من ساعة واحدة عملية التفريغ الصحيح والمناسب للجزيئات المعلقة.
وتكون مدة هذه العملية تتراوح من 6-7 أيام لسباكة الاجزاء العاكسة التي تحتوى على جدار سميك.

## معلقات الصب:-
الحصول على قطع من السيراميك، مع خصائص مرضية أثناء إعادة إنتاجة عن طريق عملية الصب المائلة فهى تتطلب الاختيار الجيد لحجم الحبيبات والتحكم في جزيئات السطح.السلوك الريولوجى وكثافة المعلقات تعتمد على حجم حبيبات المسحوق والتفاعلات الجزيئية وحجم الزرات.
يختلف توزيع حجم حبيبات المسحوق والذي سوف يؤثر على ترتيب الجزيئات خلال عملية التثبيت تبعا لنوع الخزف ووالخواص النهائية المطلوبة.وهناك تركيز كبير من الجسيمات الدقيقة ضرورية للتحكم في الريولوجيا والترسيب. في حالة الخزف الفنى تكون كثافة الجزيئات منخفضة للتأكيد على نشاط عملية التلبد وتجانس الجزيئات المجهرية. وعلى الجانب الأخر في حالة الخزف التقليدى يتكون الخليط من صفائح الطين وكذلك من بضع عشرات من الميكروميتر من جزيئات السيليكا والفلسبار.
معلقات الطين التقليدى والفنى تختلف بأختلاف درجة تشتت الجسيمات.
الخزف التقليدى يتلبد جزئيا بلزوجة أعلى من اللزوجة الصغرى. هذا التخثر الجزئى يجعل معدل الأعداد ممكنا بفضل حجم وقطر المسامية في الطبقة المتشكلة. وعلاوة على ذلك سيعطى لارتفاع الماء لهذة الطبقة الخضراء لدونة لمعالجتها بعد التشكل.
كما ان التراكيب التقليدية تعمل على تطوير المرحلة الزجاجية أثناء التلبيد.والطبقة المجهرية الخضراء التي حصلت عليها عن طريق حالة التكتل الجزئى لا تحتوى على اى تأثير محدد على الخواص النهائية. في حالة الصب في صناعة الخزف الفني، والهدف من ذلك هو مختلف جدا، ألا وهي الحصول على كثافة عالية مع بناء مجهرى متجانس. وبالتالي المعلقات تكون مشتتة تماما مع الحد الأدنى من اللزوجة وتركيز الجسيمات العالي.وهذة المعلقات يتم وضعها مع سلوك القص واللزوجة أقل من 1 (باسكال.ثانية) عن معدل القص.والذي يتراوح بين 1 و10 (1/ثانية) اثناء عملية السباكة. وعادة ماتحتوى هذة المعلقات على 40-60% من حجم المواد المعدنية ومن 0.2 إلى 1% من الكتلة مشتتة على أساس المادة الجافة. واللزوجة العالية في معدل القص المنخفض و/ أو إجهاد الخضوع عالية بما فيه الكفاية مواتية لتجنب ترسب الجسيمات قبل عملية الصب ولكن خصوصا في القالب خلال عملية الأعداد.

## تفريغ القوالب:-
يجب على القوة الموحدة ان يكون لديها القوة الميكانيكية الكافية حتى لاتتدفق مع التعليق اثناء تفريغ القالب والسماح لها بالتشكل.في نظم التجمد الجزئى تحتوى على الطمى (الخزف التقليدى)، وقوى التجمد تعطي تماسك كاف على كل قطعة. ويمكن زيادة تماسك القطع من خلال إضافة (الاضبارات، السليلوز، الأمونيوم أو الجينات الصوديوم)والتي يمكن أن تسهم أيضا في التشتت.وإضافة المجلدات لا يمكن ان يقدم عيوب زيادة وقت الضبط من خلال زيادة لزوجة المعلقات والتقليل من نفاذية الطبقة الموحدة.

## العيوب:-
العيوب الرئيسية التي ظهرت في الجزء الأخضر والتي حصل عليها زلة الصب نتجت من عملية الصب المائلة مثل وجود المسامات (الثقوب الكبيرة) بسبب سوء التفريغ للمعلقات والمثال الثانى هو التوجية المميز للجزيئات الخطية (الطمى، الصفائح، الميكا) إلى أدنى مستوى سمك على سطح القطعة والذي يؤدي إلى الأختلاف في الأنكماش وبالتالي في الضغوط أثناء التجفيف والتلبيد، المثال الثالث وحدات البناء المجهرية الغير متجانسة بسبب ترسب الجسيمات الخشنة.

## الصب بالضغط:-
المعادلة [5.22] تبين أن الإمداد بضغط إضافي، مقارنة بانخفاض الضغط الشعري للقالب (<0.2 ميجا باسكال)، يقلل من وقت الإعداد. وفي هذا الصدد، ضغط الصب يتكون من تطبيق الضغط، أقل عموما من 5 ميجا باسكال من التشتت في القوالب المسامية.والتدرج في الضغط ينتج عنة فرق في الضغط والذي سوف يجبر السائل على المرور خلال المسامات الشبكية والطبقة المتشكلة وبالتالى تقليل وقت الاعداد مقارنة بطرق الصب التقليدية.
الصب عن طريق الضغط تعمل على تخفيض محتوى الماء في الجزء الأخضر وزيادة كثافته وتماسكه. تصنع القوالب الأحادية أو المتعددة التجاويف من الملصقات أو البوليمرات ذات المتانة العالية والقدرة على الأختراق بسهولة أكبر من الملصقات، فضلا عن المرونة التي تسمح بمرور الماء للقالب تحت قوة الشد المنخفضة.وهي لا تتطلب تجفيف بين العديد من المسبوكات.وهذة العملية توفر إنتاجية عالية. ويجرى الآن على نطاق واسع جدا صناعة لأنتاج الأدوات الصحية الخزفية وأدوات المائدة.من ناحية أخرى، فأن تطبيق هذة العملية على الخزف الفنى لا تزال جديدة نسبيا.
دعونا نذكر أخيرا طريقتين أخرتين للصب والتي أيضا تقلل كثيرا من الوقت الإعداد مقارنة بطرق الصب التقليدية: الصب بالبخار والصب بقوة الطرد المركزية. الأسلوب الأول هو مماثل في الصب عن طريق الضغط، ولكن هنا يتم شفط المعلقات من خلال قالب يسهل اختراقها. في الطريقة الثانية تتحرك الجزيئات عن طريق قوة الطرد المركزية ما أدى إلى ارتفاع كثافة الرواسب. ويستخدم الصب عن طريق الطرد المركزي في مجال الخزف الفني.

## الصب الشريطى:-
تنتج عملية الصب الشريطي الواح الخزف ذات السك الصغير (من 25 إلى 1000 ميكروميتر) والأسطح الكبيرة المتجانسة ذات جودة السطح العالية والصلادة الميكانيكية العالية الطلوبة في التطبيقات الألكترونية مثل الركائز والمكثفات متعدد الطبقات.

### مقاعد الصب:-
الصب الشريطى يتكون من ترسيب معلقات المسحوق والمكونات العضوية.وتبخر السائل يسمى المذيب حيث أنه يتيح الانحلال للمرحلة العضوية (ما عدا في حالة المستحلبات حيث أنه يضمن تعليقها) ويزود الشريط الذي سوف ينفصل من الدعم. ويحدد التجفيف إلى حد كبير وحدات البناء المجهرية وخواص العنصر المتكلس.والترسيب يتكون عن طريق الحركة النسبية بين الحوض والداعم.
هناك حلان ممكنان:- حركة المستودع على الداعم الثابت (صب غير مستمر) أو يتحرك الداعم تحت المستودع (صب مستمر).

#### الصب الغير مستمر:-
طريقة (Doctor blade) للدعم الثابت (الزجاج والأستانليس ستيل والبلاستيك). يمكن تحديد سرعة الشريط عن طريق ارتفاع الشفرة وسرعة المستودع.وهذة الطريقة من طرق الصب ملائمة لتحقيق الأسماك المرتفعة (الركائز).

#### الصب المستمر في صناعة الخزف
يتحرك الداعم المتنقل المصنوع من الصلب أو البلاستيك اسفل خزان ثابت كي يكون مستوى التعليق ثابت ومنتظم.
وهذا الخزان مثبت افقيا على الحامل (الداعم)أو مماس لاسطوانة القيادة.ويتم ضبط سمك الشريحة المصبوبة عن طريق:
1-سرعة صب الخزان 2-زاوية ميل الخزان بالنسبة للاسطوانة
ويتم قياس سرعة الصب بصورة رئيسية عن طريق القياس المستمر لسمك الشريحة ولزوجة السائل داخل الخزان اثناء عملية الصب.وتعتبر أكبر منطقة في الجزء المصبوب هي مكان تبخر سائل الصب في الشريحة.
كا ان التهوية في الاتجاه المعاكس تجعل طبقات السائل (المذيب)متجانسة بصورة مستمرة.
بعد الانتهاء من عمل الشريحة يتم فصلها وتخزينها وقد تستخدم تقنية التغطية للمحافظة على جودة المعدن وتحسين خواصه لكن في حالة السمك الرفيع.

### شريط الصب المعلق
هو خليط معقد من حبيبات السيراميك (بودرة) باستخدام مادة تشتيت في نظام يحتوي على مذيب ومواد رابطة ولدائن.تلك المركبات تؤثر على تجفيف المركب وحساسيته ضد الشروخ ومدى قدرة المركب على الانضغاط تحت تأثير الحرارة.

#### مسحوق السيراميك (الخزف)
مما لا شك فيه ان حجم الحبيبات في التركيب البلوري يؤثر بصورة مباشرة على ترتيب الحبيبات اثناء عملية الصب والتبخر للمذيب وبالتالي الشروخ التي قد تحدث اثناء عمليات الحرق.لذلك فان السيراميك الذي يتمتع بجودة سطح عاليه 
وصغر قطر حبيباته واستقرار اجهاد الخضوع الخاص به فانه يقاوم تأثير الحرق في درجات الحرارة المرتفعة.على الجانب الآخر فان باقى الأنواع تتطلب تركيب عضوي متقدم مما يقلل من كثافة الحبيبات ويزيد من الشروخ اثناء عملية الحرق وتتراوح حجم الحبيبات من 1 إلى 4 ميكرون ومساحة من 2 إلى 6 م2.

#### المذيب (سائل الصب)
المذيبات السامة والقابلة للاشتعال تستخدم بكثرة في شريط الصب وذلك بسبب:
1-اللزوجة المنخفضة 2-ضعف السطح 3-ارتفاع ضغط البخار الخاص بها
ويبعتبر من أكثر المذيبات استخداما: بيوتان\ثانول ايزوتروب بحجم 40/60
عملية التفريق (التشتيت):
تعتبر هذة العملية من اساسيات السباكة باستخدام السيراميك فتقاس اساسيات تلك العملية وجودتها بمدى تجانس الحبيبات اثناء عملية الصب وتكوينها للشريط المصبوب من المادة والذي يتميز بصغر سمك سطحه.
ونظرا لان سائل الصب يكون قطبيا أي لا يوصل التيار الكهربي فقد وجد ان أفضل وسيلة لعمل تجانس للمذيب عن طريق عملية درء (نفر) الكتروستاتيكي أو فراغي مثل استرات الفوسفور أو زيت السمك أو بولياكريلات الاومنيوم.

#### المواد الرابطة
بعد تبخر المذيب تعمل المادة الرابطة على تماسك الشريط الأخضر المتكون (الناتج من العملية)ومعظم المواد الرابطة العضوية تتميز بانها من البوليمرات ذات السلاسل الطويلة حيث تعمل الجزئيات على امتصاص الحبيبات من السطح وتكون ممر بين كل منها مما يكون تماسك ميكانيكي.
في حالة استخدام مادة اللاتكس فعند تبخر المياه تتكون بوليمرات شبكية ثلاثية الابعاد تتسبب في زيادة اللزوجة وقوى القص الناتجة عن دوران الجزئيات اثناء عملية الصب.
ومن امثلة تلك المواد الرابطة: الفينيل والبولي فينيل والاكريليك والاكريليك لاتكس وكحول البولي فينيل.

#### اللدائن (الملدنات)
تحتاج معظم المواد الرابطة لاضافة تلك الملدنات كي تزيد من مرونة تلك المواد مما يجعل التعامل اليدوي مع المنتج في لمراحل اللاحقة كالتقطيع والتصفيح وغيرها من العمليات أسهل وايسر.
تلك الملدنات تحتوي على بوليمرات ذات وزن جزيئي قليل مما يجعل درجة حرارة التحول من مادة رابطة إلى زجاج قليلة نسبيا.
إضافة تلك الملدنات يزيد من لدونة المنتج ولكنه يقلل من اجهاد التمزق (التصدع) فيه. ومن أشهر أنواع الملدنات المستخدمة:
الجليكول وبولى ايثيلين جليكول والفثالات والاكريليك لاتكس.

## دعم وتقوية التعليق المركز
لعلاج المشكلات التي تنتج عند إنتاج الاشكال التقليدية والقطع المعقدة يتم جعل القالب ذو مسامية مرتفعة أو هلامي مما يوفر طريقة بديلة للصناعة وإنتاج تلك القطع بتكلفة اقل واعادة إنتاج الاشكال المعقدة بابعاد هندسية وشكل نهائي مناسب.

### الصب المتجلط
هي عملية جيدة لتكوين وتشكيل الخزف الأخضر (الخزف) عن طريق المعلقات الغروية حيث ان الخزف المائي المستقر يتم صبه في قالب غير مسامي ونتيجة للتفاعلات الكمائية الناتجية عن اختلاف درجة الحامضية (الاس الهيدروجيني) وبواسطة انزيم محفز يتجمد الخزف داخل القالب.
ونظرا لان التفاعلات الكيميائية تستغرق وقتا طويلا مما يؤدي لتتكون اجسام خضراء تتميز باللزوجة المرنة والقوة الميكانيكية العالية تمهيدا لصبها.ويمكن أيضا بتفاعلات مماثلة إنتاج ملح داخلى داخل تلك المعلقات.
وتزداد القوة الايونية ممايؤدي لنقص الجهد فيتغير الجسم المصبوب من جسم يتميز بلزوجة منخفة نسبيا اى جسم اخضر مائي يتميز بلزوجة مرنة عالية.
وتتميز العملية الجديدة بان المنتج الناتج يكون اقرب للشكل الصافي والجودة العالية وتجانس الشكل الأخضر الناتج فضلا عن عملية التلبيد التي ستتم بعد ذلك.
ويتم استخدام كميات قليلة من المواد العضوية كعوامل حفازة.
ومنذ ان تم ابتكار تلك العملية فلسنا بحاجة إلى استخدام القوالب والأدوات المكلفة أو المعقدة كما ان الأجسام الناتجة المصنوعة من الخزف أو الاولومينا تكون خالية من العيوب الهيكيلية. ومن التطبيقات المستخدمة لهذة العملية:
الدورات وشواحن التربو وغيرها.

### الصب الهلامي
وسيلة جديدة لصب مسحوق خزف على اساس المفاهيم المستمدة من الخزف التقليدي والبوليمرات.
نظرا لان تصنيع الاجزاء المعقدة من الخزف تتطلب عمليات خاصة مثل الصب بالحقن وهي الات باهظة الثمن ومكلفة جدا كمان ان المنتج النتاج لا يسلم من العيوب الناتجة عن الصب لذلك يتم استخدام الصب الهلامي.
وتتم تلك العملية عن طريق: إضافة المادة المشتتة إلى المحلول وخلطها يديويا بمسحوق السيلكون لتعزيز التجانس بينهما فينتج طمي يتم خلطه ميكانيكيا.يتم تبخير الطمي الناتج للتخلص من الفقاعات الهوائية الموجودة بداخله ويتم الإبقاء على حرارة التعليق ثابتة كي لا تزداد درجة تبخر المياه.
يتم التحكم بعناية في المواد الحفازة كي يحتفظ الطين بقدر من السائل لتساعد اثناء عملة الصب ويتم الصب في جو من النيتروجين لتجنب دخول الاكسجين اثناء الصب.
وقد ظهر هذا النوع من السباكة في معظم أنواع الخزف الموجود مثل السيليكون وكربيد السيليكون ونيتريد السيلكون واكسيد الزنك والزركونيوم والقصدير.
ومن المنتجات التي يتم إنتاجها بواسطة الصب الهلامي: قطع الغيار التي يتراوح حجمها من 1 إلى 6 كجم والاشكال المعقدة بالإضافة إلى القطبان السميكة التي يصل قطرها إلى 4 بوصة.
وتستخدم المنتجات الناتجة من هذا النوع من السباكة في ترميم العظام وفي طب الأسنان وغيرها.
مميزات تلك العملية:-
1-تصلح لتشكيل وصنع جميع الاشكال
2-صغر الانكماش الناتج عند الصب
3-يقلل من درجة حرارة التلبد الموجودة

## عملية التجفيف:-
من اجل التقليل من تشوه الاجزاء المتكونة والناتجة من تلك العملية بعتبر التجفيف من العمليات الحاسمة في إنتاج السيراميك حيث يتم التجفيف بمعدل بطئ مع وجود نسبة رطوبة عالية.